# Нонакорд

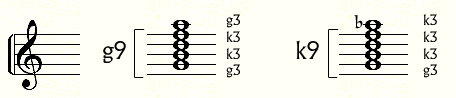
Великий (g3) та малий (k3) нонакорди.

Нонакорд — акорд  який складається з п'яти різних звуків, розміщених за терціями, і охоплює обсяг нони (наприклад: до, мі, соль, сі, ре). Позначається цифрою 9.
До початку XX століття в музикознавчій літературі нонакорди розглядались виключно як акорди побудовані на V ступені (М. Римський-Корсаков, Генріх Шенкер) і розрізняли лише великий (з великої ноною, в натуральному мажорі) та малий (з малою ноною, в гармонічному мінорі та мажорі) нонакорди. Із обернень нонакорду Римський-Корсаков вважав застосовуваним лише третє (з септимою в басу).
А. Шенберг (1910) розглядав натомість як домінантові, так і тонічні нонакорди та їх обернення. Проте, на відміну від септакордів, обернення нонакорду не дістали окремих назв.

## Різновиди нонакордів

### Домінантові нонакорди
Домінантові нонакорди будуються як домінантсептакорд із додаванням до нього нони від басу. В чотириголосному складі у нонакорді зазвичай проминається квінта
Нонакорди розв'язуються у тризвук подібно до септакордів: септима і нона йдуть- вниз. Квінтовий тон може розв'язуватися або вниз або вгору

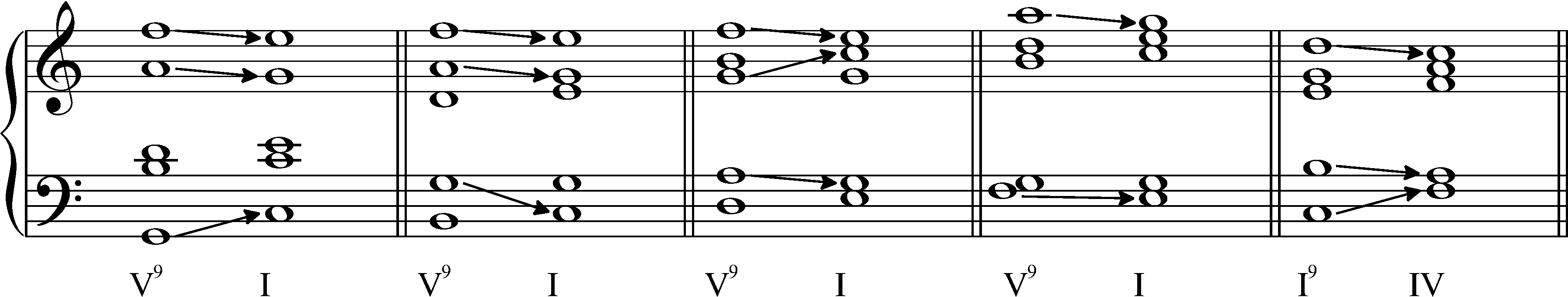
Розв’язання нонакордів за А. Шенбергом

|                       |  |  |  |
| Розв’язання I9 ♯7 у S |  |  |  |

### 6/9 акорд

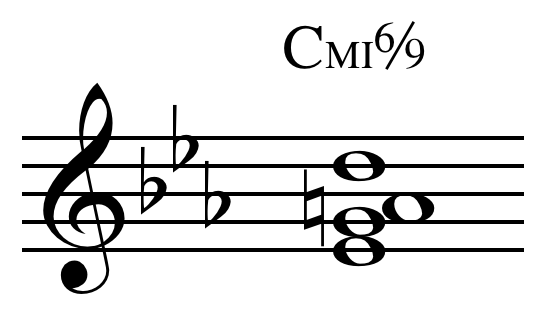
Тонічний мінор 6/9 акорд на до з підвищеним шостим градусом висхідного мелодійного мінору.

Акорд 6/9 — це нонакорд із секстою замість септими, наприклад C 6/9 — це C,E,G,A,D. У джазі цей акорд вживається замість тоніки і не потребує розв'язання. Акорд 6/9 застосовується і в мінорі, проте секста зазвичай додається велика (дорійська). 

### Акорди з доданою секундою
В джазі також широко застосовується тризвук із доданою секундою.
Секунда є октавним еквівалентом нони, тому за звуковим складом цей акорд ідентичний нонакорду.

## Використання
Скрипкова соната Ля мажор Сезара Франка відкривається домінантовим нонакордом (E9) у партії фортепіано. Скрипка вступає у п'ятому такті по звуках арпеджіо цього акорду.
|  |
|  |

Початкова фраза Вальсу ре-бемоль мажор  Ф. Шопена досягає кульмінації на домінантновому нонакорді:

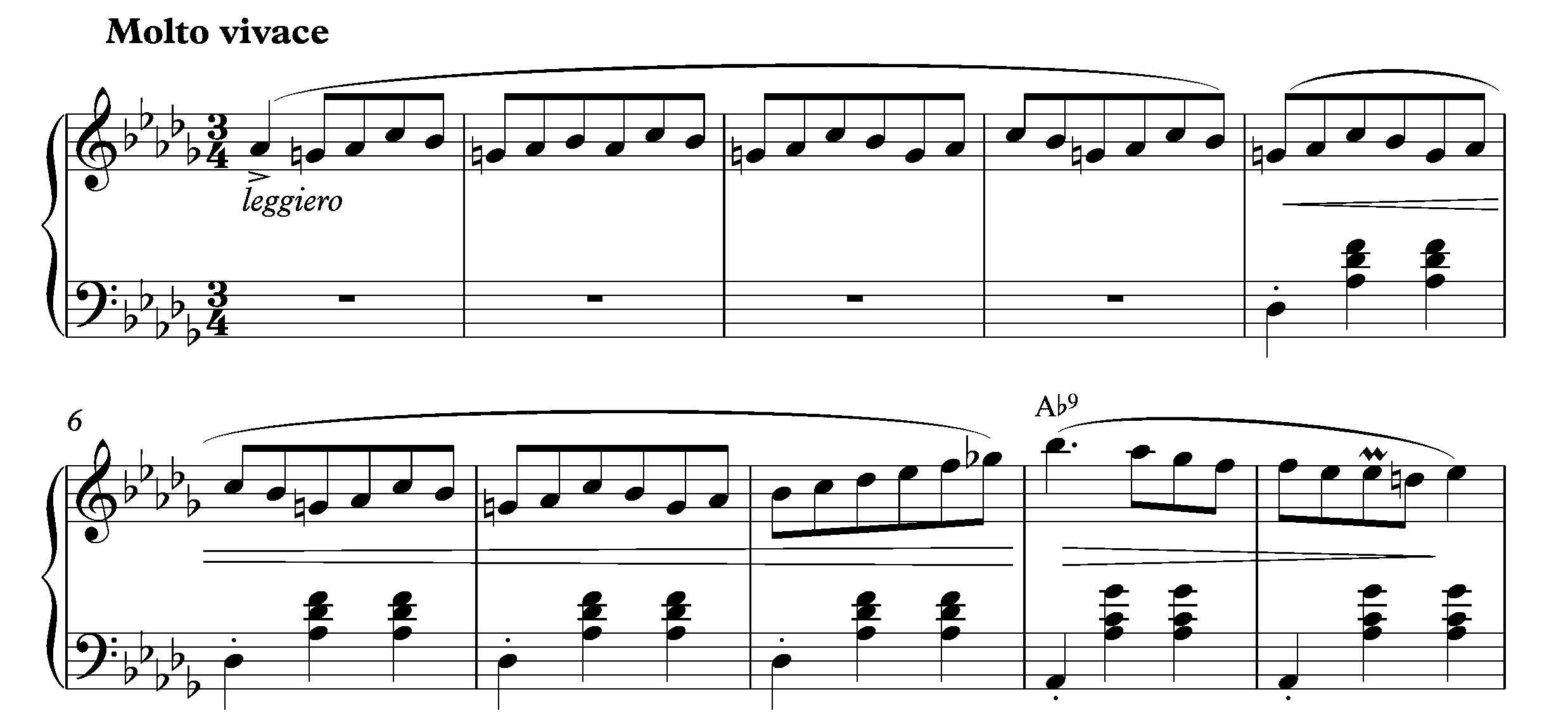
Вальс Шопена в D ♭, соч. 64, № 1

У пісні «Лісовий цар» Ф. Шуберта використаний малий нонакорд (C7 ♭ 9) особливо ефективний для посилення драматизму та відчуття загрози.
Відтворення аудіо не підтримується у вашому браузері. Ви можете завантажити аудіо-файл.
(Уривок з балади «Лісовий цар» Шуберта – посилання на уривок [Архівовано 20 листопада 2021 у Wayback Machine.])
У п'єсі «Присвята Рамо» Клода Дебюссі домінантові акорди використовуються в кульмінації у вигляді арпеджіо широкого діапазону:
|  |
|  |

Твір Карлхайнца Штокхаузена Stimmung (1968) для вокального секстету починається з  акорду, що складається з нот B ♭, F, B ♭, D, A ♭ і C. За словами Ніколаса Кука, З точки зору загальноприйнятої тональної гармонії, Stimmung можна розглядати як «домінантовий нонакорд, який піддається тембральним варіаціям. Ноти, які співають виконавці, є гармоніками №№ 2, 3, 4, 5, 7 і 9 відсутнього основного тону сі-бемоль».
Тонічні великі мажорні нонакорди зустрічаємо в композиціях «Ode to Billie Joe» Боббі Джентрі та «Play That Funky Music» гурту Wild Cherry. У пісні «I Got You (I Feel Good) » Джеймс Браун використовує арпеджіо по звуках домінантового нонакорду впродовж 12 тактів.
Іншим прикладом використоання тонічного нонакорду є приспів у пісні Телоніуса Монка «Monk's Mood»

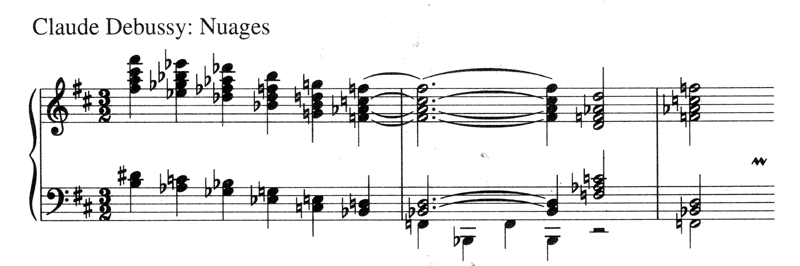
Ряд нонакордів у п'єсі «Хмари» К. Дебюссі

|  | 220x220пкс]] |